# Леонор (принцесса Астурийская)
Принцесса Леоно́р де То́дос лос Са́нтос де Бурбо́н-и-О́ртис (исп. Leonor de Todos los Santos de Borbón y Ortiz, род. 31 октября 2005, Мадрид) — принцесса Астурийская, наследница испанского престола с 19 июня 2014 года, старшая дочь в семье короля Испании Филиппа VI и его жены Летисии, внучка короля Испании Хуана Карлоса I и королевы Софии. Старшая сестра инфанты Софии.

## Биография

### Детство
Принцесса Леонор родилась в 1:46 ночи 31 октября 2005 года в Международной больнице Рубера в Мадриде. Она стала первым ребёнком в семье наследного принца Филиппа и его супруги Летисии, урождённой Ортис Рокасолано. 14 января 2006 года во дворце Сарсуэла кардинал Антонио Роуко Варела провёл таинство крещения, на которой присутствовало чуть более восьмидесяти человек. Традиционно, Леонор была крещена водой из реки Иордан. Она получила имя Леонор де Тодос лос Сантос де Бурбон и Ортис. Её крёстными стали король и королева Испании — бабушка и дедушка по линии отца.
Впервые приняла участие в официальной церемонии по случаю победы сборной Испании по футболу на чемпионате мира 2010 года в Колонном зале Королевского дворца вместе с королём и его супругой, родителями, инфантой Софией и инфантой Еленой. 20 мая 2015 года впервые совершила таинство причастия в церкви Нуэстра-Сеньора-де-ла-Асунсьон.
28 мая 2021 года прошла таинство миропомазания.

### Образование
Принцесса Леонор ходила в детский сад для детей испанской королевской гвардии, а с 15 сентября 2008 года она посещала школу Санта-Мария-де-лос-Росалес возле Мадрида. В этой школе учился и её отец король Филипп. В 2021 году поступила в Объединённый всемирный колледж Атлантики. В мае 2023 года она завершила своё обучение. В августе принцесса Леонор приступила к военной подготовке, которая будет продолжаться на протяжении трёх лет. Первый год обучения принцессы пройдёт в Генеральной военной академии в Сарагосе, второй — в Военно-морском училище, а третий — в Генеральной авиационной академии.

### Наследница престола
С 19 июня 2014 года после отречения деда Хуана Карлоса принцесса Леонор стала наследницей трона Испании.
С сентября 2018 года принцесса Леонор произнесла 4 публичные речи: первую в Ковадонге на 1300-летие королевства Астурия. Осенью 2019 года Леонор произнесла две речи на Премии принцессы Астурийской и на церемонии вручения наград Фонда принцессы Жироны.
В декабре 2022 года принцесса Леонор посетила штаб-квартиру Испанского Красного Креста в Мадриде, где встретилась с молодыми волонтёрами Молодёжного Красного Креста.
7 октября 2023 года в присутствии родителей в Военной академии, где она учится, принцесса Леонор принесла присягу флагу Испании. Спустя три недели, 31 октября в день 18-летия, принцесса на специальной церемонии принесла присягу на верность Конституции Испании, в которой обещала «добросовестно исполнять свои обязанности, соблюдать и обеспечивать соблюдение конституции и законов, уважать права граждан и автономных сообществ и хранить верность королю». По окончании церемонии прозвучала часть национального гимна.
12 июля 2024 года принцесса Леонор совершила свой первый официальный зарубежный визит, посетив Португалию по приглашению президента страны Марселу Ребелу де Соузы. В этой первой зарубежной для неё поездке Леонор сопровождали министр иностранных дел Хосе Мануэль Альбарес и личный секретарь короля Камило Вильярино Во время визита принцесса посетила Лиссабонский океанариум, монастырь Жеронимуш и дворец Белен, в котором прошла встреча представителей двух государств.

## Титулы
Как наследница Испанского престола носит титул принцессы Астурийской. Кроме того, согласно статье 57 Конституции Испании носит следующие дополнительные титулы:
- Принцесса Жиронская как наследница Арагонская;
- Принцесса Вианская как наследница Наваррская;
- Герцогиня Монбланская как наследница Каталонская;
- Графиня Серверская — как наследница Валенсийская;
- Сеньора Балагер — как наследница Мальоркская.

## Награды
- Цепь ордена Золотого руна (30 октября 2015 года) — как наследнице Короны[23]. Вручена отцом на церемонии в королевском дворце в Мадриде[24].
- Дама цепи ордена Карлоса III (2023)
- Дама Большого креста Ордена Военных Заслуг (белый дивизион) (2024)
- Дама Большого креста Ордена Военно-Морских Заслуг (белый дивизион) (2025)
- Дама Большого креста Военного ордена Христа (Португалия, 12 июля 2024)